# Nepenthes villosa
Nepenthes villosa es una planta carnívora tropical endémica del Monte Kinabalu y cercanías del Monte de Tambuyukon, en el noreste de Borneo. Crece a mayor altitud que cualquier otra especie de Nepenthes de Borneo, a más de 3200 m s. n. m.
 Esta especie se caracteriza por su intrincado peristoma altamente desarrollado, que la distingue de N. edwardsiana, estrechamente relacionada y de N. macrophylla.

## Descripción
Especie trepadora poco robusta. Raramente excede los 60 cm de altura, aunque el tallo puede alcanzar los 8 m de longitud y 10 mm de diámetro. Posee entrenudos cilíndricos de más de 10 cm de largo.
Las hojas son coriáceas y pecioladas, con láminas espatuladas a oblongas de hasta 25 cm de largo y 6 de ancho. 

Las trampas, en forma de jarra ovada, alcanzan más de 25 cm por 9 de ancho. La parte superior está formada por un par de alas con flecos (de unos 5 mm de ancho), aunque en las trampas aéreas pueden quedar reducidas a costillas. La boca elongada y oblicua, forma un cuello en la parte posterior. La superficie interior está revestida por glándulas abovedadas con una densidad de entre 200 a 1300 por cm². El peristoma cilíndrico mide unos 20 mm de ancho, con dientes y costillas bien desarrollados. La tapa del opérculo es cordada y de ápice puntiagudo, con un par de prominentes venas laterales y una espuela sin ramificaciones (de unos 20 mm de largo) que sobresale de la base.
Las flores surgen en inflorescencias racimosas con pedúnculos de hasta 40 cm de largo, mientras que el raquis suele medir solo 20 cm.
Todas las partes de las plantas están cubiertas por un denso indumento de vellos marrones y largos.

## Etimología
El epíteto específico villosa procede del latín, "velloso" al denso indumento de la especie.